# Anomala ruatana
Anomala ruatana är en skalbaggsart som beskrevs av Bates 1888. Anomala ruatana ingår i släktet Anomala och familjen Rutelidae. Inga underarter finns listade i Catalogue of Life.